# Aeroportul Municipal Wellsville
Aeroportul Municipal Wellsville (IATA: ELZ, ICAO: KELZ, FAA LID: ELZ) este un aeroport din New York, Statele Unite ale Americii ce deservește zona Wellsville⁠(d).
Situat la o altitudine de 647 m, aeroportul dispune de 1 pistă.

## Infrastructură

### Piste
Aeroportul dispune de o singură pistă. Pista 10/28 are suprafața de asfalt și dimensiunile 5.301 picioare × 100 picioare. 